# Józef Mańkowski
Józef Mańkowski (ur. 29 czerwca 1895 w Wielkim Komorsku, zm. 9 listopada 1939 w „Dolinie Śmierci” k. Chojnic) – Sługa Boży, prezbiter, administrator parafii we wsi Nowa Cerkiew.

## Życiorys
Pochodził z wielodzietnej rodziny chłopskiej Pawła i Julianny z domu Danielewicz. Wychowywany w duchu patriotyzmu i religijności (jego wujem był Alfons Mańkowski), tak jak jeden z jego jedenaściorga rodzeństwa, brat Maksymilian (1904-1965), wybrał życie kapłańskie. Uczęszczał do Collegium Marianum w Pelplinie, a po maturze został powołany do wojska i w czasie działań wojennych został ranny. Powołanie zaczął realizować od studiów w Wyższym Seminarium Duchownym w Pelplinie. Po święceniach, które otrzymał 17 czerwca 1923 r. swoją mszę prymicyjną odprawił 21 czerwca tegoż roku w miejscu swojej pierwszej posługi, jako wikariusz parafii w Grucie. Apostolat realizował w Grucie przez kolejne cztery lata do czasu przeniesienia do Parafii Podwyższenia Krzyża Świętego w Grudziądzu. W Grudziądzu zaangażowany był w zorganizowaną społeczną działalność Kościoła na rzecz młodzieży. W 1928 r. opublikował pracę „Kościół św. Mikołaja. Fara”. W 1931 r. skierowany został do podjęcia probostwa w Nowej Cerkwi.
Ks. Józef Mańkowski założył Akcję Katolicką, Stowarzyszenie Dzieciątka Jezus, był też organizatorem pielgrzymek i wycieczek, odnowił budynki parafialne, dla kościoła zakupił nowe dzwony, ogrodził cmentarz, a przy świątyni ustawił figurę Matki Bożej. Dzięki znajomości niemieckiego wygłaszał kazania dla ówcześnie zamieszkującej Nową Cerkiew 30% grupy parafian posługujących się tym językiem.
W przededniu wybuchu II wojny światowej 25 sierpnia 1939 r. został powołany na stanowisko kapelana Wojska Polskiego do Włocławka. Obowiązki pełnił przez okres kampanii wrześniowej, a później wbrew namowom biskupa na przeczekanie zagrożenia powrócił do swojej parafii. 26 października 1939 r. został aresztowany przez Niemców i dwa tygodnie później rozstrzelany w „Dolinie Śmierci”.
Translacji relikwii pod krzyż misyjnym obok kościoła parafialnego w Nowej Cerkwi dokonano po ekshumacji ze zbiorowej mogiły 11 grudnia 1945 r.
Jest jednym z 122 sług Bożych, drugiej grupy męczenników z okresu II wojny światowej, których proces beatyfikacyjny rozpoczął się 17 września 2003 r..